# ФК Фајенорд
Фајенорд Ротердам (хол. Feyenoord Rotterdam), често правописно неправилно као „Фејнорд” или „Фејенорд”, јесте професионални фудбалски клуб из холандског града Ротердама. Основан је 19. јула 1908. године и тренутно се такмичи у Ередивизији.
Освојио је 16 титула првака Холандије, 14 трофеја купa Холандије, 5 суперкупова Холандије, док од међународних трофеја има 1 куп европских шампиона, 2 купа УЕФА и 1 трофеј интерконтиненталног купа.
Своје домаће утакмице игра на стадиону Фајенорда, познатијем по надимку „Де Кујп” (корито), који има капацитет од преко 51.000 седећих места.

## Трофеји

### Домаћи
- Првенство Холандије

Првак (16) : 1923/24, 1927/28, 1935/36, 1937/38, 1939/40, 1960/61, 1961/62, 1964/65, 1968/69, 1970/71, 1973/74, 1983/84, 1992/93, 1998/99, 2016/17, 2022/23.
Вицепрвак (21) : 1930/31, 1931/32, 1932/33, 1936/37, 1942/43, 1959/69, 1965/66, 1966/67, 1967/68, 1969/70, 1971/72, 1972/73, 1974/75, 1975/76, 1978/79, 1982/83, 1993/94, 1996/97, 2000/01, 2011/12, 2023/24.
- Куп Холандије

Освајач (14) : 1929/30, 1934/35, 1964/65, 1968/69, 1979/80, 1983/84, 1990/91, 1991/92, 1993/94, 1994/95, 2007/08, 2015/16, 2017/18, 2023/24.
Финалиста (4) : 1933/34, 1956/57, 2002/03, 2009/10.
- Суперкуп Холандије

Освајач (5) : 1991, 1999, 2017, 2018, 2024.
Финалиста (7) : 1992, 1993, 1994, 1995, 2008, 2016, 2023.

### Међународни
- Интерконтинентални куп

Освајач (1) : 1970.
- Куп европских шампиона

Освајач (1) : 1969/70.
- Куп УЕФА

Освајач (2) : 1973/74, 2001/02.
- Лига конференције

Финалиста (1) : 2021/22.
- Суперкуп Европе

Финалиста (1) : 2002.
- Интертото куп

Финалиста (1) : 1961/62.

## Тренутни састав тима
Ажурирано 19. октобра 2023.
| Бр. |           | Позиција | Играч              |
| --- | --------- | -------- | ------------------ |
| 1   | Холандија | Г        | Јистин Бејло       |
| 2   | Холандија | О        | Барт Ниукоуп       |
| 3   | Холандија | О        | Томас Бејла        |
| 4   | Холандија | О        | Летшарел Хертрејда |
| 5   | Холандија | О        | Квилиндши Хартман  |
| 6   | Алжир     | С        | Рамизл Зуруки      |
| 7   | Иран      | Н        | Алиреза Џаханбахш  |
| 8   | Холандија | С        | Квинтен Тимбер     |
| 9   | Јапан     | Н        | Ајасе Уеда         |
| 10  | Холандија | С        | Калвин Стнгс       |
| 11  | Холандија | Н        | Џавајро Дилросун   |
| 14  | Бразил    | Н        | Игор Паишао        |
| 15  | Перу      | О        | Маркос Лопес       |
| 16  | Холандија | С        | Томас ван ден Белт |

| Бр. |           | Позиција | Играч             |
| --- | --------- | -------- | ----------------- |
| 17  | Хрватска  | Н        | Лука Иванушец     |
| 18  | Аустрија  | О        | Гернот Траунер    |
| 19  | Гамбија   | Н        | Јанкуба Минта     |
| 20  | Холандија | С        | Матс Вифер        |
| 22  | Њемачка   | Г        | Тимон Веленројтер |
| 24  | Холандија | С        | Хивар Зехиел      |
| 25  | Словачка  | Н        | Лео Саувер        |
| 27  | Холандија | С        | Антони Миламбоу   |
| 29  | Мексико   | Н        | Сантиаго Хименез  |
| 31  | Грчка     | Г        | Костас Лабру      |
| 32  | Чешка     | С        | Ондреј Лингр      |
| 33  | Словачка  | О        | Давид Ханцко      |
| 39  | Холандија | Г        | Мики фан Сас      |